# Raúl Gudiño
Raúl Manolo Gudiño Vega (Guadalajara, 22 aprile 1996) è un calciatore messicano, portiere del Necaxa.

## Carriera

### Nazionale
Con la nazionale U-17 messicana ha partecipato al campionato mondiale 2013 (concluso al secondo posto) ed ha vinto il campionato CONCACAF 2013.
Nel 2015 con la nazionale U-20 messicana ha preso parte al campionato Mondiale.

## Palmarès

### Nazionale
- Campionato CONCACAF Under-17

Panamá 2013